# John M. Zwach

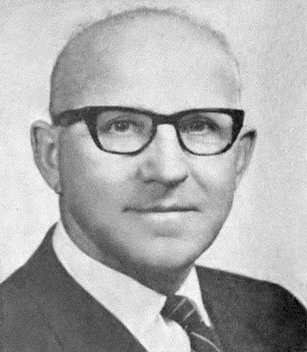
John M. Zwach (1971)

John Matthew Zwach (* 8. Februar 1907 in Gales, Redwood County, Minnesota; † 11. November 1990) war ein US-amerikanischer Politiker. Zwischen 1967 und 1975 vertrat er den Bundesstaat Minnesota im US-Repräsentantenhaus.

## Werdegang
John Zwach besuchte die öffentlichen Schulen seiner Heimat und danach bis 1926 die Milroy High School. Danach wurde er bis 1927 am Mankato State College zum Lehrer ausgebildet. Anschließend studierte er bis 1933 an der University of Minnesota. Politisch wurde Zwach Mitglied der Republikanischen Partei. Zwischen 1934 und 1946 saß er als Abgeordneter im Repräsentantenhaus von Minnesota. Danach saß er zwischen 1946 und 1966 im Staatssenat; ab 1959 führte er dort die republikanische Fraktion. Hauptberuflich arbeitete er als Lehrer und Farmer. 14 Jahre lang war John Zwach Schulrat.
Bei den Kongresswahlen des Jahres 1966 wurde Zwach im sechsten Wahlbezirk von Minnesota in das US-Repräsentantenhaus in Washington, D.C. gewählt, wo er am 3. Januar 1967 die Nachfolge von Alec G. Olson antrat. Nach drei Wiederwahlen konnte er bis zum 3. Januar 1975 vier zusammenhängende Legislaturperioden im Kongress absolvieren. In diese Zeit fiel unter anderem die Watergate-Affäre, die das politische Amerika erschütterte.
Im Jahr 1974 verzichtete John Zwach auf eine weitere Kandidatur. Danach zog er sich in den Ruhestand zurück, den er in Lucan verbrachte. Er starb am 11. November 1990.